# Nossa Senhora da Comandaroba

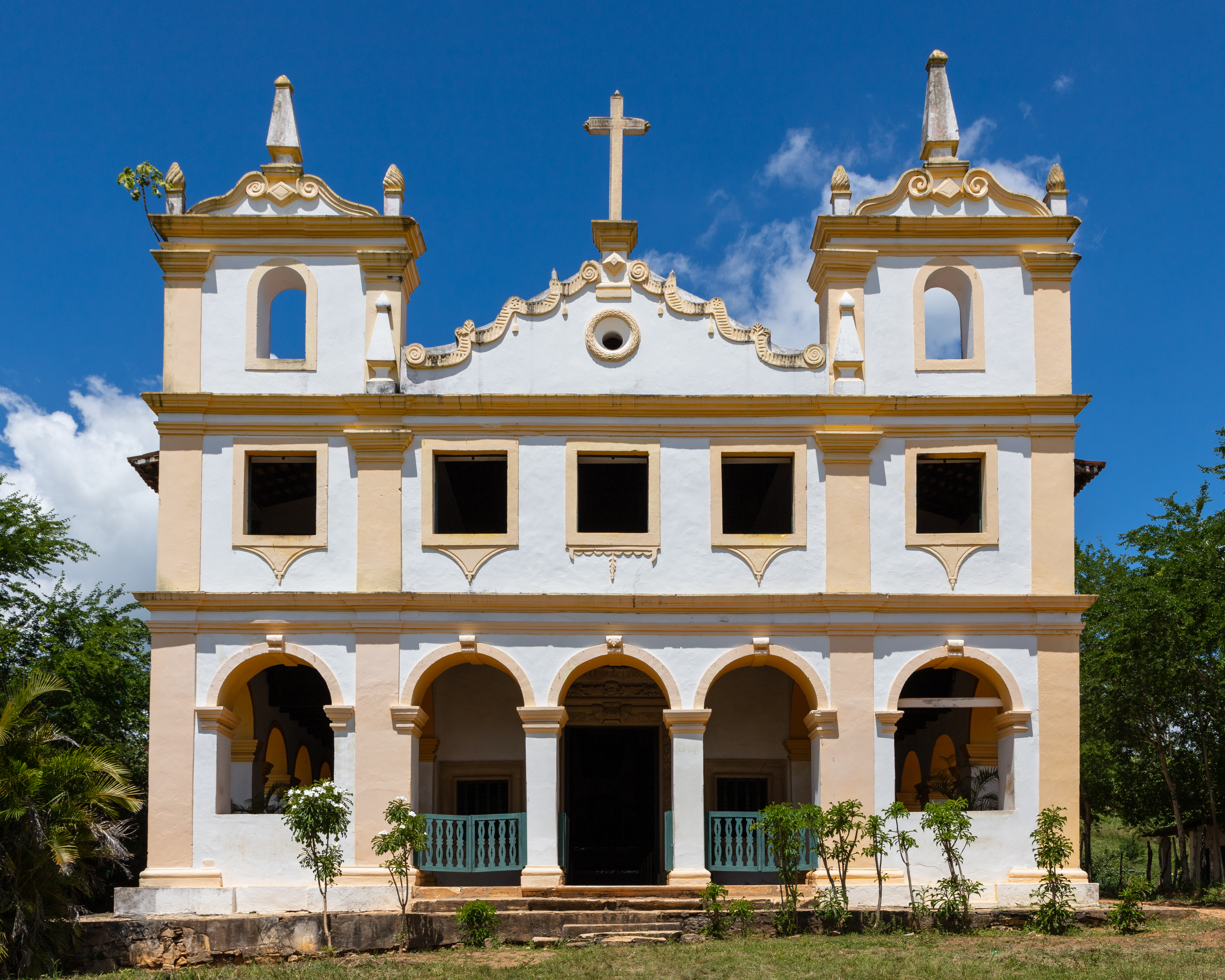
A Igreja Nossa Senhora da Conceição da Comandaroba.

Nossa Senhora da Comandaroba é um título de Maria muito conhecido e venerado em Laranjeiras, estado de Sergipe, no Brasil. Uma igreja em sua honra foi erguida em 1734, constituíndo-se no segundo monumento dos jesuítas. Hoje, faz parte de uma propriedade privada.